# Pablo Cavero Martínez de Campos
Pablo Cavero Martínez de Campos   (Madrid, 10 de febrer de 1968) és un executiu i polític espanyol, conseller del Govern de la Comunitat de Madrid entre 2012 i 2015.

## Biografia

### Primers anys
Nascut el 10 de febrer de 1968 a Madrid, és fill de Íñigo Cavero y Lataillade, ministre durant els governs de Adolfo Suárez i Leopoldo Calvo-Sotelo. Es va llicenciar en Administració d'Empreses i Ciències Econòmiques per la Universitat Pontifícia de Comillas. Va estar emprat durant 19 anys pel Grup Barclays a Espanya.

### Conseller regional
Amb motiu de la sortida al desembre de 2011 de Antonio Beteta de la Conselleria de Transports i Infraestructures del govern regional de la Comunitat de Madrid per convertir-se en secretari d'Estat de Administracions Públiques, Pablo Cavero va ser nomenat, després de més de 30 dies d'espera, com a nou conseller per Esperanza Aguirre el 24 de gener de 2012. Després de l'accés d'Ignacio González González a la presidència de l'executiu regional, Cavero va sumar a la seva cartera les competències d'Habitatge.
Màxim responsable de l'Institut de l'Habitatge de Madrid (IVIMA) durant el seu mandat com a conseller autonòmic, el jutjat d'Instrucció número 48 de Madrid l'investiga per la venda de 2935 pisos adjudicats a la societat Azora i al fons d'inversió Goldman Sachs a l'octubre de 2013.

### Regidor a la capital
Candidat al lloc 11 de la llista del Partit Popular (PP) per a les eleccions municipals de 2015 a Madrid va ser escollit; el 13 de juny de 2015 va prendre possessió del seu càrrec com a regidor de l'Ajuntament de Madrid dins el Grup Municipal Popular liderat per Esperanza Aguirre. El agost de 2016 va abandonar el consistori madrileny per retornar a l'empresa privada.

### Volta al sector privat
Al setembre de 2016 es va conèixer el seu fitxatge per l'empresa caçatalents Seelinger y Conde.